# 南陽市立沖郷中学校
南陽市立沖郷中学校（なんようしりつ おきごうちゅうがっこう）は、山形県南陽市にある公立中学校。略称は沖中。
少子化に伴い、生徒数が減少していることから南陽市内の中学校を7つから3つに集約することとなった。このうち沖郷中学校と梨郷中学校を1つに統合した統合中学校である沖郷中学校が開校した。

## 沿革
- 2010年4月 - 南陽市立沖郷中学校と南陽市立梨郷中学校が統合し、統合校である新沖郷中学校が開校。
- 2012年 - 耐震化完了。体育館、武道場完成。

## 学区
- 南陽市立沖郷小学校、梨郷小学校

## 所在地
- 山形県南陽市高梨594-3

## アクセス
- JR山形線および山形鉄道フラワー長井線「赤湯駅」下車。

## 生徒数
2017年度までのデータは山形県教育委員会「学校年鑑」より。
| 年度 | 男子 | 女子 | 計  |
| ---- | ---- | ---- | --- |
| 2018 | 124  | 111  | 235 |
| 2017 | 120  | 122  | 242 |
| 2016 | 136  | 126  | 262 |
| 2015 | 146  | 127  | 273 |
| 2014 | 148  | 118  | 266 |
| 2013 | 139  | 115  | 254 |
| 2012 | 125  | 117  | 242 |
| 2011 | 138  | 130  | 268 |
| 2010 | 136  | 129  | 265 |